# Kinnaur
Kinnaur (Hindi: किन्नौर Kinnaur [kɪnˈnɔːr]) ist einer der zwölf Distrikte des indischen Bundesstaates Himachal Pradesh. Er liegt an der Grenze zum Autonomen Gebiet Tibet (Volksrepublik China) im Himalaya. Die Hauptstadt ist Rekong Peo.

## Geographie

Chitkul im Sanglatal

Kinnaur liegt durchweg hoch, zwischen über 1200 Meter auf Höhe der Talsohlen und mit Berggipfeln über 6000 Metern. Einer der höchsten Berge ist der Hindus und Buddhisten heilige Kinnaur Kailash (6050 Meter). An der Grenze zu Lahaul und Spiti liegt der 5550 m hohe Manirang. Der höchste Berg im Distrikt ist mit 6553 Metern der Rangrik Rang.

## Verwaltungsgliederung
Der Distrikt ist in 3 Verwaltungsgebiete (Pooh, Kalpa und Nichar) sowie in 5 Tehsils (Kalpa, Moorang, Nichar, Pooh, Sangla) gegliedert.

## Bevölkerung
Kulturell und ethnisch stellt die Region eine Mischung aus tibetischen und indo-arischen Einflüssen dar.
Bedeutende Tempel einer in den Hinduismus integrierten autochthonen Bergreligion gibt es im unteren Kinnaur (Sungra, Nichar u. a., auch Sanglatal und Chini), sowie tausendjährige buddhistische Klosteranlagen im obersten Kinnaur (Kanum, Nako, Charang).
Die Gesamtbevölkerung ist mit 84.121 Einwohnern (Volkszählung 2011) relativ gering im Vergleich zu anderen indischen Distrikten. Die Bewohner Kinnaurs leben nahezu ausschließlich in kleinen Siedlungen oberhalb des steilen Satlujtales und in Nebentälern. Wirtschaftlich dominiert die Landwirtschaft (Obstanbau, Forstwirtschaft), der Tourismus ist in der Entwicklung.